# 성내초등학교
성내초등학교는 대한민국 전북특별자치도 고창군 성내면 양계리에 있는 공립 초등학교이다.

## 학교 연혁
- 1924년 4월 21일 성내공립보통학교 개교(3학급 편성, 설립인가 3월 19일)
- 1938년 4월 1일 성내공립심상소학교 개칭
- 1941년 4월 1일 성내공립국민학교 개칭
- 1981년 3월 9일 병설유치원 개원
- 1994년 3월 1일 용교국민학교 통합
- 1996년 3월 1일 성내초등학교 개칭
- 1998년 9월 1일 성내북초등학교 통합
- 2013년 3월 1일 전라북도교육청 지정 혁신학교
- 2024년 1월 5일 제97회 졸업(총 7,281명)
- 2024년 3월 1일 7학급(18명), 유치원 1학급(4명) 편성

## 참고 자료
- 성내초등학교 - 한국교육학술정보원 학교알리미